# Mucorales
Los Mucorales son el orden más grande y mejor estudiado de los hongos que incluye mohos. Pertenecen a la subdivisión Mucoromycotina de la división Mucoromycota, anteriormente clasificada como una subdivisión de la división parafilética Zygomycota.

## Sistemática
Este orden incluye 12-13 familias (ver el taxbox->), 56 géneros y aproximadamente 300 especies. La clasificación de las Mucorales se ha basado tradicionalmente en el desarrollo morfológico, y en sus caracteres ecológicos. Recientemente, datos de sistemática molecular revelan que algunos aspectos de la clasificación tradicional son artificiales. Por ej., la familia Mucoraceae era polifilética, tanto como Thamnidiaceae, Chaetocladiaceae y Radiomycetaceae. Algunos de los géneros, (incluyendo Mucor, Absidia y Backusella) aparecen como polifiléticos. Hoy, el sistema tradicional está vastamente aún en uso, así como mayores estudios se necesitan para reconciliar los conceptos de morfología y moleculares, de familias y de géneros. 

## Características
Los hongos Mucorales son típicamente de rápido crecimiento, y sus anchas hifas, sin septo (los septos multiperforados son exclusivos de esporangióforos y gametangios). Las hifas crecen mayormente en sustratos. Los esporangióforos tienen hifas simples o ramificadas, que soportan sacos esporangios llenos de esporangiósporos asexuales.

## Ciclo de vida
Los esporangiósporos son mitosporas asexuales (formadas vía mitosis) producidos dentro de los esporangios (miles de esporas) o esporangiolos (una o pocas esporas). Son lanzados cuando maduran por la desintegración de la pared esporangial, o todo el esporangiolo se separa del esporangióforo.
Los esporangiósporos germinan para formar las hifas haploides de un nuevo micelio. La reproducción asexual ocurre con frecuencia, continuamente.
La reproducción sexual ocurre cuando tipos de parejas opuestas (designadas + y -) llegan a una proximidad estrecha, induciendo la formación de hifas especializadas llamadas gametangio. El gametangio crece uno pegado al otro, y luego se fusionan, formando un cigoto diploide al punto de fusionarse. El cigoto desarrolla un resistente pared celular, formando una unicélula cigosporo, con su característica de dar su nombre a este grupo de hongos. La meiosis ocurre dentro del cigosporo, y uno de los núcleos recombiantes resultantes sobrevive. Luego de germinar, un nuevo micelio haploide o esporangio se forma. Algunas especies son homotálicas.

## Ecología
Muchas especies de Mucorales son saprotróficas, y crecen en sustratos orgánicos (frutas, suelo, estiércol, maderas). Algunas especies son parásitos o patógenos de animales, plantas, hongos. Unas pocas especies causan enfermedades ficomicóticas humanas y animales, como también reacciones alérgicas.